# Cedral Atalpan
Cedral Atalpan är en ort i Mexiko.   Den ligger i kommunen Cuetzalan del Progreso och delstaten Puebla, i den sydöstra delen av landet, 190 km öster om huvudstaden Mexico City. Cedral Atalpan ligger 602 meter över havet och antalet invånare är 152.
Terrängen runt Cedral Atalpan är huvudsakligen kuperad, men åt nordost är den platt. Runt Cedral Atalpan är det ganska tätbefolkat, med 179 invånare per kvadratkilometer. Närmaste större samhälle är Ciudad de Cuetzalan, 5,8 km väster om Cedral Atalpan. I omgivningarna runt Cedral Atalpan växer i huvudsak städsegrön lövskog.